# Alyssum arabicum
Alyssum arabicum là một loài thực vật có hoa trong họ Cải. Loài này được (Boiss.) T.Durand & Schinz mô tả khoa học đầu tiên năm 1898.